# Adolphe Chérioux
Pour les articles homonymes, voir Chérioux.
Adolphe Chérioux, né le 18 mai 1857 à Vaugirard (Seine) et mort le 10 septembre 1934 dans le 15e arrondissement de Paris, est un élu local parisien.
Il fut pendant près de 40 ans conseiller municipal du quartier Saint-Lambert (15e arrondissement) et présida le conseil municipal de Paris au cours de l'année 1908 et 1909.

## Biographie

### Élu parisien
De 1894 à sa mort en 1934, Adolphe Chérioux est élu du 15e arrondissement de Paris, siégeant au conseil municipal de Paris en tant que conseiller municipal du quartier Saint-Lambert. Il est président du conseil municipal de Paris en 1908. Il fut également conseiller général de la Seine et président du conseil général.

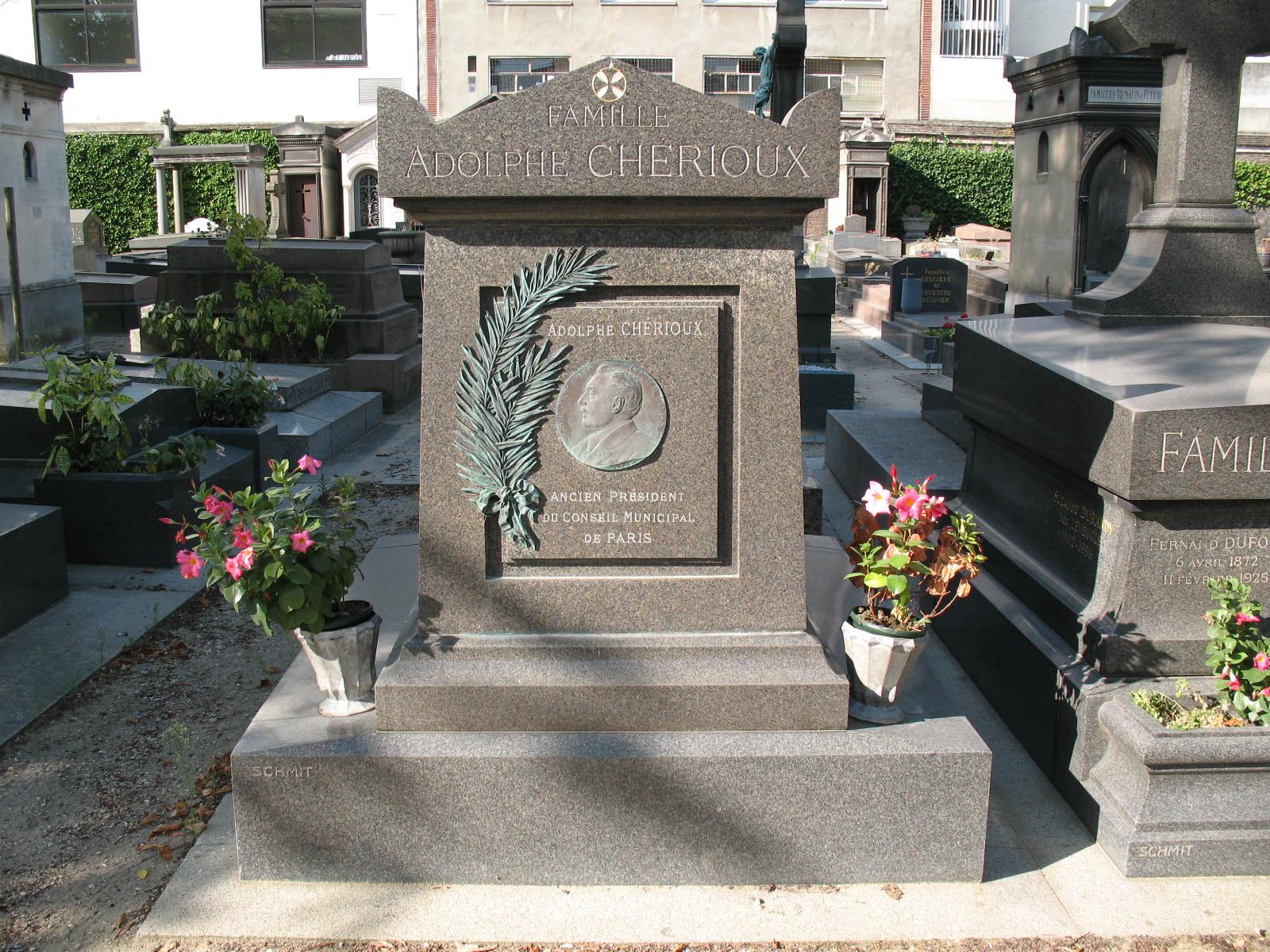
Tombe au cimetière de Vaugirard.

Il multiplie les actions en faveur de l’instruction et de l’enfance (fondation de l’orphelinat départemental de Vitry-sur-Seine, par exemple).
En tant que président de la 3e commission à l’Hôtel de Ville, il fait œuvre d’urbaniste, dont les réalisations principales dans son arrondissement sont l’établissement de la ligne de métro jusqu’à la porte de Versailles et l’arasement des fortifications.
Il devient l'un des six vice-présidents du comité exécutif du Parti républicain, radical et radical-socialiste le 25 janvier 1905.
Il est inhumé au cimetière de Vaugirard.

### Famille
Il est le grand-père de Jean Chérioux, homme politique qui marqua aussi la vie publique du 15e arrondissement de Paris.

## Postérité
À titre de reconnaissance : 
- Le 15e arrondissement de Paris a donné son nom à une de ses voies, la place Adolphe-Chérioux, en 1935. Elle se trouve près de la mairie de l'arrondissement. Le périmètre de la place est occupé par le square Adolphe-et-Jean-Chérioux, qui porte son nom et celui de son petit-fils.
- Une station de métro sur la ligne 12 porte son nom (Vaugirard - Adolphe Chérioux).
- La ville d'Issy-les-Moulineaux a donné son nom à une de ses rues en 1928.
- L'école départementale de Vitry-sur-Seine située dans l'ancien orphelinat porte son nom, tout comme le domaine départemental, le long de la D 7, dans un parc de 36 ha[1].